# Mesoginella otagoensis
Mesoginella otagoensis är en snäckart som först beskrevs av Dell 1956.  Mesoginella otagoensis ingår i släktet Mesoginella och familjen Marginellidae. Inga underarter finns listade i Catalogue of Life.